# José Rafael Arízaga
José Rafael Arízaga Machuca (Cuenca, 27 de octubre de 1825 - idem, 21 de noviembre de 1899) fue un abogado, literato y político ecuatoriano.
Estudió en el Colegio Seminario de Cuenca el Bachillerato en Filosofía y Letras, donde obtuvo fama por sus composiciones poéticas. En 1845 se mudó a Quito para estudiar jurisprudencia, finalmente incorporándose al Colegio de Abogados de la República en 1854. Un año después contrajo nupcias con Isabel Machuca Anda, matrimonio del cual nacieron siete hijos; entre ellos Rafael María Arízaga, quien llegaría a ser gobernador del Azuay.
En 1858 patrocinó al Dr. Santiago Galindo, viudo de la poetisa Dolores Veintimilla, en un juicio en que convenció a los jueces que autorizaran el entierro de la poetisa, que se había suicidado, en el cementerio católico de Cuenca.
Fue un personaje muy destacado en su tiempo por su constante lucha en defense de las libertades de los ciudadanos, publicando varios artículos en los que arremetía contra las dictaduras en varios periódicos del país. Uno de sus mayores amigos personales fue de hecho Antonio Borrero Cortázar, con quien fundó el rotativo El Constitucional, que apoyaba la elección para presidente del Dr. Francisco Javier Aguirre Abad contra García Moreno. Entre los presidentes con quienes tuvo altercados se cuentan, aparte de García Moreno, a Ignacio de Veintimilla, el cual lo exilió cuando obtuvo el poder.
A lo largo de su vida ocupó varios cargos, entre los que resaltan el de Ministro Juez del Tribunal Superior de la Justicia del Azuay, Magistrado de la Corte Suprema de la República, primer Gobernador de la provincia de El Oro, Diputado, y Ministro del Interior y de Relaciones Exteriores. Fue así mismo miembro de la Academia Ecuatoriana de la Lengua, catedrático de Historia Sagrada y de Derecho Práctico del Colegio Seminario de Cuenca y socio del Ateneo de Lima.
Murió en su ciudad natal el 21 de noviembre de 1899.